# Parque Estadual das Lauráceas
O Parque Estadual das Lauráceas está localizado nos municípios de Adrianópolis, Bocaiúva do Sul e Tunas do Paraná, no Estado do Paraná. Foi criado em 1979, através do Decreto Estadual n.º 729, com área de 9,700 hectares.

## Razão do nome
O nome do Parque é em razão da grande quantidade presente de espécies arbóreas da família Lauraceae. Inclusive, esta família está entre as três principais do componente arbóreo do Estado do Paraná. O Parque reúne 49 espécies, sendo que sete são encontradas apenas neste - Aiouea hirsuta, Aniba viridis, Cryptocarya saligna, C. subcorymbosa, Ocotea bragai, O. notata e Persea rigida - contribuindo para um alto índice de endemismo. 